# Helaeomyia mathisi
Helaeomyia mathisi är en tvåvingeart som först beskrevs av Mercedes Lizarralde de Grosso 1982.
Helaeomyia mathisi ingår i släktet Helaeomyia och familjen vattenflugor. Inga underarter finns listade i Catalogue of Life.